# Glauzig
Glauzig este o comună din landul Saxonia-Anhalt, Germania.